# Fasti (Ovidio)
I Fasti di Ovidio è un poema in distici elegiaci a carattere calendariale ed eziologico che espone le origini delle festività romane, ad imitazione degli Aitia ("Cause") di Callimaco, di cui riprende, oltre che il metro, anche alcune soluzioni formali e narratologiche.
L'opera, scritta molto probabilmente per aderire alla propaganda moralizzatrice tipica dell'età augustea, avrebbe dovuto consistere di 12 libri, secondo l'andamento del calendario. Con essa l'autore - che probabilmente attingeva a Varrone Reatino e a Verrio Flacco - volle spiegare l'origine della differenza tra i giorni fasti (dalla parola latina "fas", lecito) in cui i Romani potevano trattare gli affari pubblici e privati, e i giorni infasti, nei quali era vietato. Al tempo stesso, parlando con il dio di turno, il poeta indaga e rivisita, mese per mese, tutti i molteplici riti, le festività e le consuetudini tipiche del costume e dell'uomo romano, che al suo tempo si praticavano senza ormai conoscerne l'esatta origine o valenza.
Esistono però solamente 6 libri dei Fasti, da gennaio a giugno: questo si spiega con la famosa relegatio (esilio che non comportava la perdita dei beni né tantomeno dei diritti civili) che colpì Ovidio e che non gli permise di terminare l'opera.

## Struttura

### Libro I: gennaio
Il primo libro doveva presentare una dedica ad Augusto. Quest'ultima, ora spostata al secondo libro, fu sostituita (verosimilmente nell'esilio di Tomi, l'attuale Costanza, in Romania) con una al nipote adottivo di Augusto, Germanico.
Dopo la dedica Ovidio rievoca brevemente la nascita del calendario romano e il significato dei giorni fortunati, o dies fasti. Poi passa al mito di Giano, esposto dal dio stesso in un colloquio con il poeta, sul modello degli Aitia callimachei e, dopo un distico sulle None di gennaio, modellato sulle sezioni astronomiche di Arato, all'esposizione dell'origine dei riti agonali e dei riti in onore di Carmenta. Un'esposizione sulle Idi divide questo mini-epillio in due sezioni, la prima delle quali è una lunga profezia sulle origini di Roma recitata dalla stessa ninfa.

### Libro II: febbraio
Dopo un'apostrofe al distico elegiaco, che Ovidio afferma di aver piegato alla poesia eziologica, dopo che in gioventù fu il suo verso d'amore, e ad una dedica a Cesare (forse Augusto), si passa a parlare dell'origine del nome februarius. Poi si discute delle calende, con la rievocazione del mito di Arione, delle none, con il mito dell'Orsa Callisto, di Fauno, dei Lupercali e di Roma arcaica.
Ovidio rievoca le feste Quirinalia, le cerimonie ferali e la festa del dio Terminus e si sofferma sul regifugium, con la leggenda di Lucrezia. Infine, parla della festa degli Equirria.